# تیگران مخیتاریان
تیگران مخیتاریان (ارمنی: Տիգրան Մխիթարյան زاده ۱۱ دسامبر ۱۹۴۲) یک بازیگر سینما و تئاتر و کارگردان اهل ارمنستان است. 

## زندگی‌نامه
وی در ۱۱ دسامبر ۱۹۴۲ زاده شد . وی در تئاتر دراماتیک ایروان فعالیت می‌کند. وی همچنین برندهٔ جوایزی همچون چهره فرهنگی شایسته ارمنستان شوروی (۱۹۸۶) شده‌است.

## بخشی از فیلمشناسی
از فیلم‌ها یا برنامه‌های تلویزیونی که وی در آن نقش داشته‌است می‌توان به آثار زیر اشاره کرد.
- Մեր պապերի քայլերգը در نقش پانوس (۱۹۸۱)